# پارادژ (شهرستان اوپوچنو)
پارادژ (به لهستانی:  Paradyż) یک روستا در لهستان است که در گمینا پارادژ واقع شده‌است. پارادژ ۵۳۰ نفر جمعیت دارد.